# Rue Plichon
La rue Plichon est une voie du 11e arrondissement de Paris, en France.

## Situation et accès
La rue Plichon est une voie publique située dans le 11e arrondissement de Paris. Elle débute au 139, rue du Chemin-Vert et se termine au 112, avenue de la République.

## Origine du nom

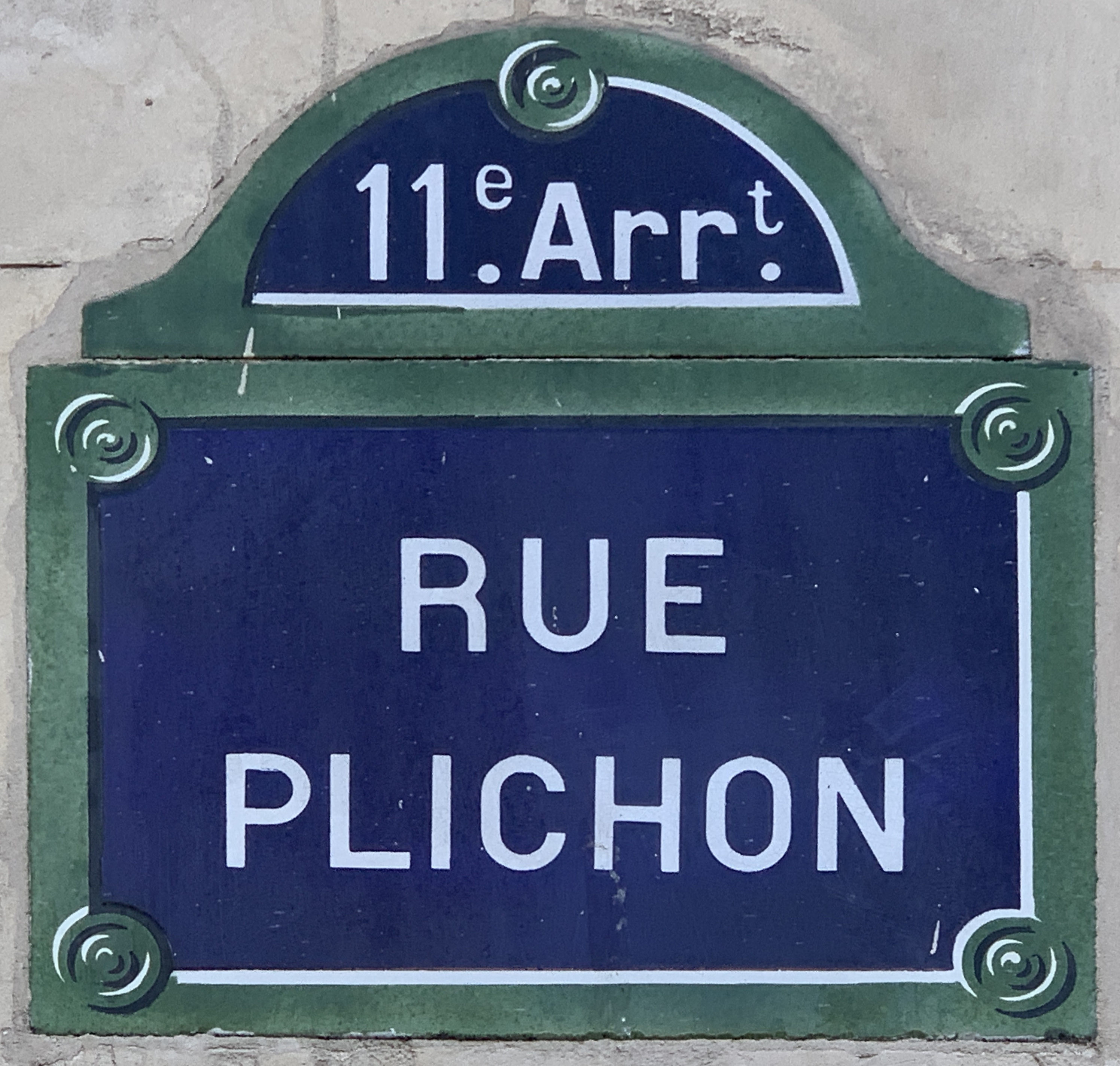
Plaque de la rue.

Le nom de cette rue fait référence au nom d'un propriétaire des terrains sur lesquels la voie fut créée.
Elle tient son nom  de la famille Plichon, également propriétaire d'une fonderie crée en 1835 située rue du chemin vert, devenue aujourd'hui l'Atelier des Lumières.

## Historique
Une partie de cette voie, alors appelée « cité Pichon », qui apparait sur le plan de Vuillemin de 1877, disparait lors de l'ouverture de l'avenue des Amandiers. 